# Liste von Feuerwehrunglücken in den Vereinigten Staaten

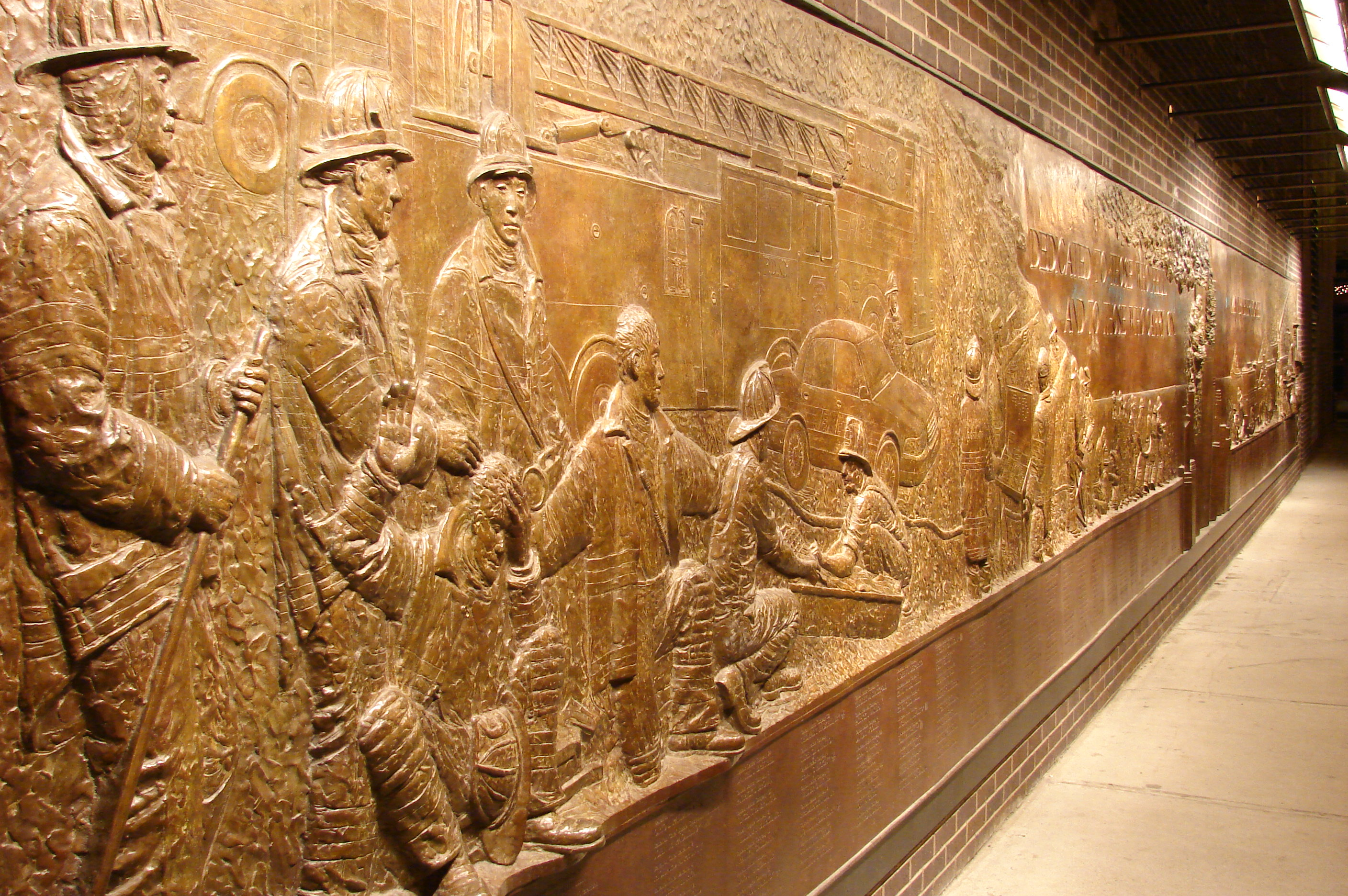
NYFD Memorial Wall

Die Liste von Feuerwehrunglücken in den Vereinigten Staaten von Amerika ist eine Aufstellung der Ereignisse, bei denen fünf oder mehr US-amerikanische Feuerwehrleute im Dienst umgekommen sind.
Zu den schlimmsten Feuerwehrunglücken in den USA zählen die Terroranschläge am 11. September 2001 (340 getötete Feuerwehrleute), der Große Brand von 1910 (78 getötete Feuerwehrleute) und das Griffith Park Fire 1933 in Los Angeles (29 getötete Feuerwehrleute).

## Liste der Unglücke
Die in der Spalte „Opfer“ angegebene Zahl bezieht sich auf die getöteten Feuerwehrleute. Oftmals sind zudem weitere Personen umgekommen.

### Bis 1899

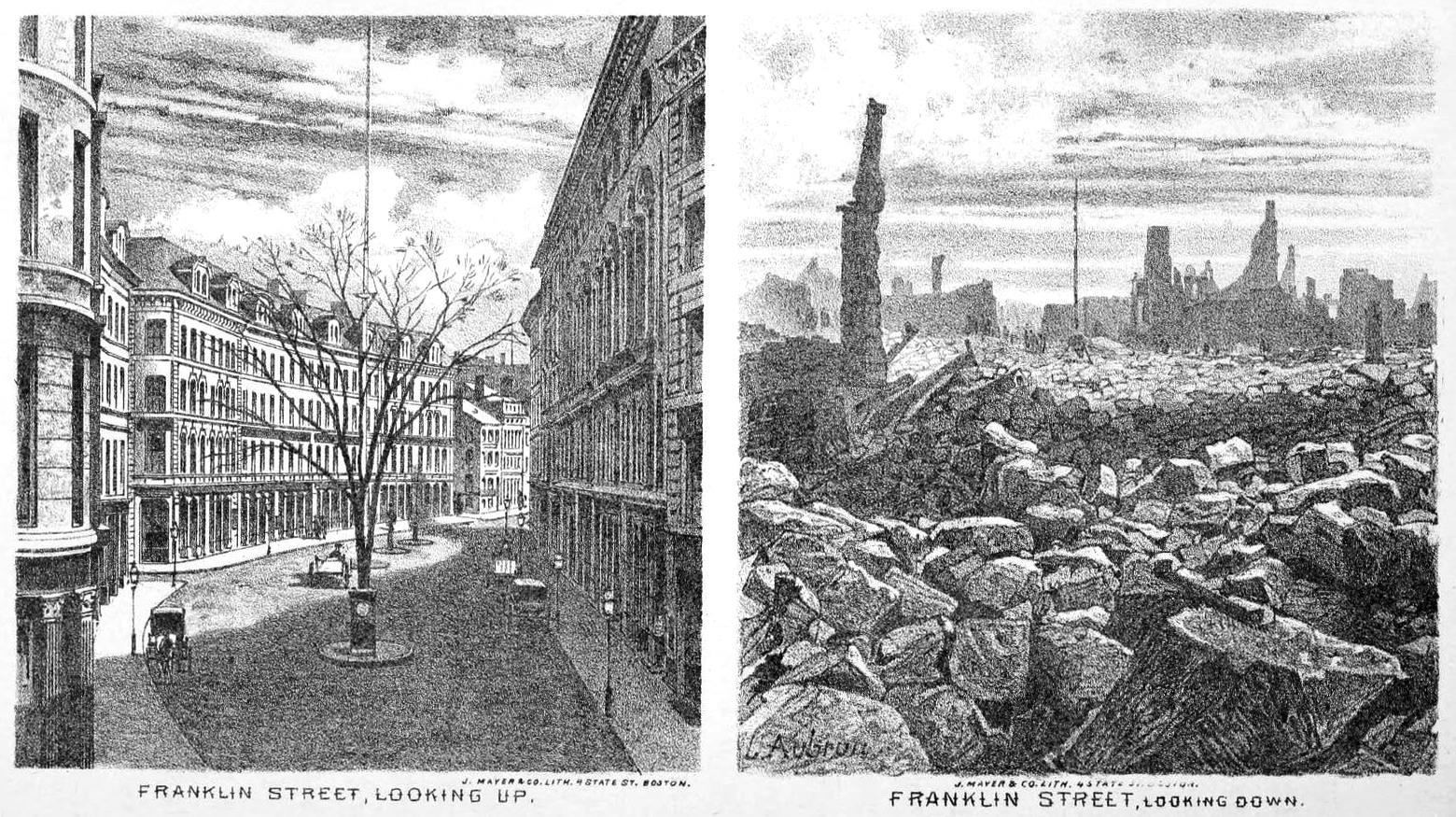
Die Franklin Street vor und nach dem großen Feuer von Boston

| Datum             | Ereignis                                   | Ort                        | Opfer  | Beschreibung |
| ----------------- | ------------------------------------------ | -------------------------- | ------ | --- |
| 9. Juli 1850      | Großbrand von Philadelphia in 1850         | Philadelphia, Pennsylvania | 8      | Am Nachmittag des 9. Juli 1850 gerät ein Lagerhaus im Hafenviertel von Philadelphia in Brand. Durch das dort gelagerte Salpeter kommt es im Brandverlauf immer wieder zu Explosionen, welche über 100 Menschen verletzen und 28 Personen töten. Unter ihnen auch 8 Feuerwehrleute, welche beim Versuch der Brandbekämpfung und der Evakuierung von Anwohnern umkamen.                                                                                            |
| 19. Oktober 1857  | Feuer in einem Großhandel                  | Chicago, Illinois          | 10     | Während einer Feier im Gebäude eines Großhändlers in der South Water Street wurde in den frühen Morgenstunden eine Lampe umgestoßen. Diese sorgte für einen schnell außer Kontrolle geratenen Großbrand. Während der Löscharbeiten wurde zuerst ein einzelner Feuerwehrmann durch eine umstürzende Wand getötet. Wenig später starben neun weitere Feuerwehrmänner und 13 Angestellte der Großhandlung, die versuchten Waren zu retten, als das Dach einstürzte. |
| 19. Juni 1867     | Feuer in einem Theater                     | Philadelphia, Pennsylvania | 9      | Im Stall des Fox's American Variety Theatre kam es nach Ende der letzten Vorstellung am 19. Juni 1867 zu einem Feuer. Während der Löscharbeiten stürzt die Fassade des Gebäudes auf die davorliegende Straße und begräbt mehr als zwei Dutzend Personen unter sich. Die meisten von ihnen, darunter neun Feuerwehrmänner, können nur noch tot geborgen werden.                                                                                                   |
| 9. November 1872  | Großer Brand von Boston                    | Boston, Massachusetts      | 9 (12) | Der Große Brand von Boston zählt zu den schlimmsten Stadtbränden der Geschichte der Vereinigten Staaten. Während des zwölfstündigen Feuers werden über 750 Gebäude zerstört und 13 Personen verlieren ihr Leben. Unter den getöteten waren neun Feuerwehrmänner, die an verschiedenen Stellen der Stadt bei Löscharbeiten getötet wurden. |
| 7. Februar 1882   | Explosion in einer Feuerwerksfabrik        | Chester, Pennsylvania      | 8      | Aus ungeklärter Ursache geriet die Jackson Feuerwerksfabrik in Brand. Die Feuerwehrmänner der herbeieilenden Freiwilligen Feuerwehren schätzten die dort gelagerte Pulvermengen fatalerweise falsch ein und so explodierte das Gebäude rund 30 Minuten nach Beginn der Löscharbeiten. Es wurden über fünfzig Personen verletzt und dreizehn Personen verloren ihr Leben. Unter ihnen acht Feuerwehrleute.                                                        |
| 17. August 1890   | Brand in einem Verlagsgebäude              | Indianapolis, Indiana      | 13     | Bei einem Brand im Gebäude des Bowen-Merrill Verlags stürzt das Dach ein und viele der im Innenangriff befindlichen Feuerwehrleute werden begraben. Zehn von ihnen sterben noch an der Einsatzstelle, während drei Weitere an den Spätfolgen innerhalb der nächsten Monate versterben. |
| 10. Juli 1893     | Brand auf der World’s Columbian Exposition | Chicago, Illinois          | 12     | Durch Baumängel gerät ein Kühlhaus auf dem Gelände der World’s Columbian Exposition in Brand. Als das Feuer bereits unter Kontrolle scheint, explodierten Ammoniaktanks und viele Feuerwehrleute werden durch den Brand eingeschlossen. Während sich einige von ihnen durch einen Sprung aus dem Fenster retten können, kommen 12 Feuerwehrleute in den Flammen um.                                                                                              |
| 9. April 1894     | Brand in einem Theater                     | Milwaukee, Wisconsin       | 9      | Nachdem der in einer Hotelküche ausgebrochene Brand auf das danebenliegende Theater übergegriffen hatte, versuchten Feuerwehrmänner im Inneren des Gebäudes zum Brandherd vorzudringen. Als das Dach einstürzte, wurden neun von ihnen getötet und sechs weitere verletzt. |
| 5. September 1896 | Brand in einem Opernhaus                   | Benton Harbor, Michigan    | 12     | Bei der Brandbekämpfung eines Feuers im Yore Opera House stürzt eine Wand ein und begräbt zwölf Feuerwehrmänner. Keiner von ihnen konnte lebend geborgen werden. |

1. ↑  Quellen variieren zwischen 9 und 12 getöteten Feuerwehrleuten.
2. ↑  In verschiedenen Quellen wird oftmals von 19 getöteten Feuerwehrleuten berichtet. Diese Zahl bezieht sich jedoch auf die Gesamtzahl der Opfer.

### 1900–1949

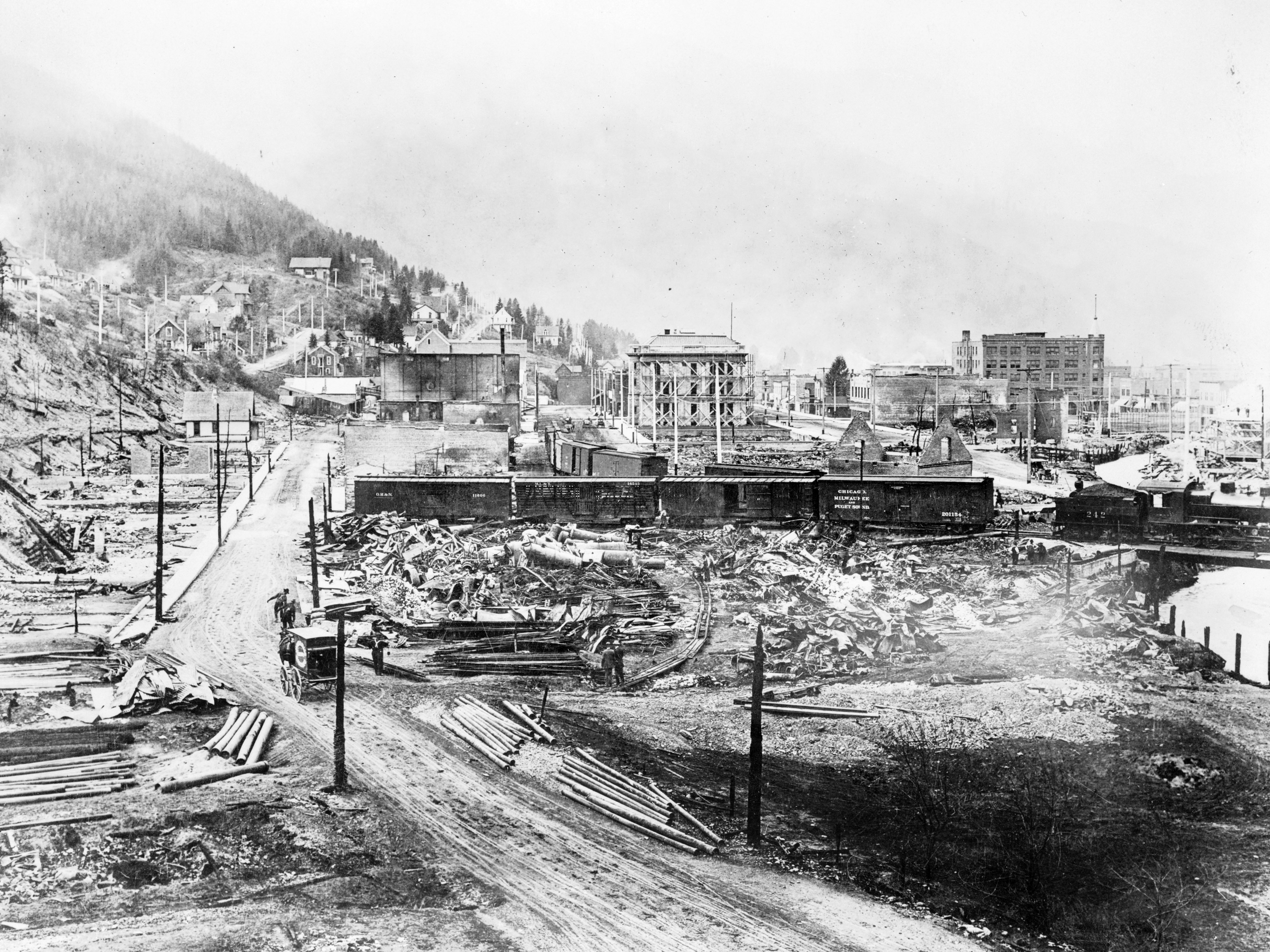
Wallace, Idaho nach dem Großen Feuer von 1910

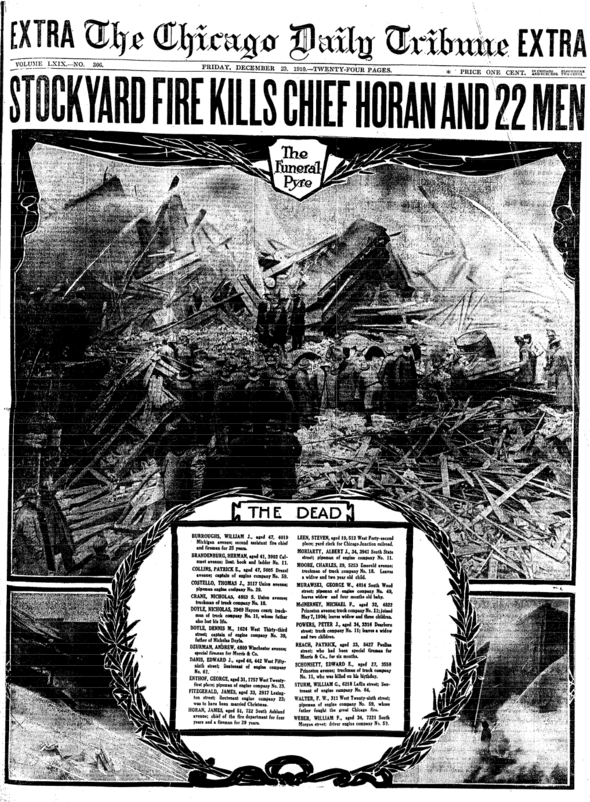
Titelblatt der Chicago Tribune nach dem Union Stock Yards-Feuer, 1910

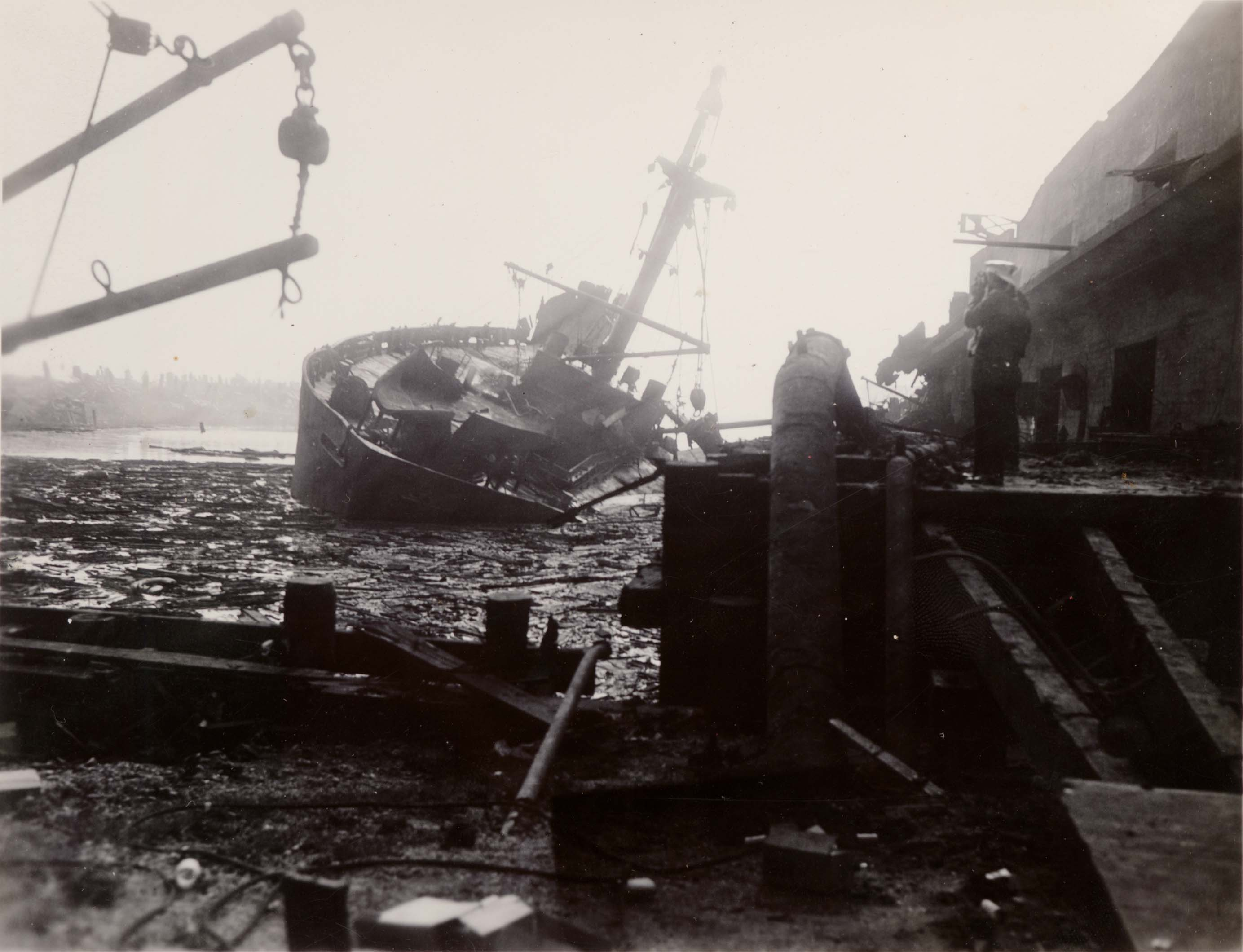
Zerstörung im Hafen von Texas-City nach der Explosion, 1947

| Datum              | Ereignis                                                    | Ort                                    | Opfer | Beschreibung |
| ------------------ | ----------------------------------------------------------- | -------------------------------------- | ----- | --- |
| 22. September 1910 | Großer Brand von 1910                                       | Idaho                                  | 78    | Im August 1910 kommt es zu einem der schlimmsten Waldbrände in der Geschichte der Vereinigten Staaten. In Washington, Idaho und Montana verbrennen Wälder mit einer Gesamtfläche von über 12.000 km². Während der Löscharbeiten kommen 78 Feuerwehrleute um. Sie werden meist vom Feuer eingeschlossen und können sich nicht mehr retten. Die Zahl der Toten wäre noch deutlich höher, hätte Edward Pulaski nicht 45 Feuerwehrmänner in eine verlassene Mine gerettet, von denen 39 überlebten. |
| 21. Dezember 1910  | Brand in einer Fabrik für Lederwaren                        | Philadelphia, Pennsylvania             | 13    | Nachdem es in der Friedlander Leather Remnants Factory zu einem Feuer gekommen war, stürzte bei Löscharbeiten eine Wand ein und tötete mehrere Feuerwehrleute. Beim darauffolgenden Rettungsversuch kamen weitere Feuerwehrleute und ein Polizist um, als weitere Gebäudeteile zusammenbrachen. Hierbei handelt es sich um das schwerste Unglück in der Geschichte des Philadelphia Fire Department. |
| 23. Dezember 1910  | Union Stock Yards-Feuer                                     | Chicago, Illinois                      | 21    | Brände auf dem Gelände der Union Stock Yards waren nicht ungewöhnlich und konnten meist schnell unter Kontrolle gebracht werden. Nicht jedoch am 23. Dezember 1910. Das Feuer war in einem Lagerhaus ausgebrochen und hunderte Feuerwehrmänner versuchen es in die Gewalt zu bekommen. Während der Brandbekämpfung stürzte eine Wand ein und tötete 21 Feuerwehrmänner. Es konnten keine Überlebenden geborgen werden. |
| 26. Oktober 1913   | Brand in einer Fabrik                                       | Milwaukee, Wisconsin                   | 8     | Bei einem Feuer in einer Fabrik der Goodyear Tire & Rubber Company sterben acht Feuerwehrmänner. |
| 18. April 1924     | Brand in einem Geschäftsgebäude (Curran Hall Fire)          | Chicago, Illinois                      | 9     | Am 18. April 1924 gerät in Chicago ein Geschäftsgebäude in Brand. Während mehrere Trupps im Inneren des Gebäudes vorgehen, wird gleichzeitig ein Außenangriff über Leitern durchgeführt, die an die Gebäudewand angelehnt wurden. Dabei stürzt das Gebäudedach ein und drückt die Fassadenwände nach außen. Viele Feuerwehrleute werden verschüttet. Sechs der Feuerwehrmänner versterben noch an der Einsatzstelle, ein weiterer stirbt acht Tage später an seinen Verletzungen. Erstmals in der Geschichte des Chicago Fire Departments wird ein Zivilist für seinen Einsatz geehrt. Er war beim Versuch die unter den Trümmern verschütteten Menschen zu retten ums Leben gekommen. Der Besitzer einer Lagerfläche im Gebäude wurde später wegen Brandstiftung und Mord verurteilt. |
| 1. August 1932     | Explosion im Keller eines Hochhauses (Ritz Tower Explosion) | New York City, New York                | 8     | In einer Lackierwerkstatt im Keller des Ritz Towers kam es aus ungeklärter Ursache zu einem Feuer. Während der Löscharbeiten entzündeten sich Farbdämpfe und explodierten. Hierdurch wurden zwei Feuerwehrleute getötet und mehrere verletzt. Beim anschließenden Rettungsversuch kam es zu einer stärkeren zweiten Explosion, die fünf weitere Männer in den Tod riss. Zwei Wochen später starb ein weiter an seinen schweren Verletzungen. |
| 3. Oktober 1933    | Griffith Park Fire                                          | Los Angeles, Kalifornien               | 29    | Im Griffith Park in Los Angeles kommt es im Oktober 1933 zu einem Großbrand. Das Feuer wird zwar schnell entdeckt, gerät aber durch aufkommende Winde außer Kontrolle. Während der Brandbekämpfung werden viele Männer in zwei Schluchten eingeschlossen. Sie versuchen noch den Flammen zu entkommen, werden dabei jedoch vom Feuer überrollt und getötet. |
| 21. August 1937    | Blackwater Fire                                             | Shoshone National Forest, Wyoming      | 15    | Während eines durch ein Gewitter ausgelösten Waldbrandes im Shoshone National Forest in der Nähe des Blackwater Creek kommt es durch die Wetterlage zu einer explosionsartigen Brandausbreitung. Die Männer der Löschmannschaft werden hiervon beim Anlegen einer Brandschneise überrascht. Neun von ihnen sterben sofort und sechs weitere erliegen später ihren Brandverletzungen. Zudem werden 38 weitere Feuerwehrmänner verletzt. |
| 3. Februar 1939    | Feuer in einem Restaurant (Collins Block Fire)              | Syracuse, New York                     | 9     | Nachdem es in einem Restaurant aufgrund einer defekten Heizungsanlage zu einem Feuer gekommen war, welches bereits gelöscht wurde, stürzte die Decke zwischen Erdgeschoss und Keller ein. Hierbei wurden acht Feuerwehrmänner unter den Trümmern begraben. Es dauerte bis zum 5. Februar, um alle Toten zu bergen. Ein Jahr später starb ein weiterer Feuerwehrmann an den Spätfolgen des Vorfalls. |
| 1. Oktober 1943    | Hauser Canyon Fire                                          | Cleveland National Forest, Kalifornien | 11    | Während einer Waldbrandbekämpfung durch Soldaten des USMC und der US Army dreht der Wind durch aufkommende Santa-Ana-Winde. Hierdurch ändert auch das Feuer seine Richtung und überläuft die Brandbekämpfer im Hauser Canyon. Nur vier Soldaten entkommen dem Feuer. Die restlichen 11 der Löscheinheit kommen ums Leben. |
| 9. Juli 1943       | Brand in einem Geschäftsgebäude                             | Chicago, Illinois                      | 8     | Am 8. und 9. Juli kam es im selben Gebäude zu einem Brand. Während das erste Feuer noch erfolgreich bekämpft werden konnte, starben beim zweiten Einsatz acht Feuerwehrleute. |
| 10. März 1946      | Brand in einem Theater (Strand Theatre Fire)                | Brockton, Massachusetts                | 13    | Bei seiner Eröffnung im Jahr 1915 galt das Strand Theatre als innovativ in Sachen Brandschutz. In den folgenden Jahren wurde es aber immer wieder umgebaut und so führten am 10. März 1946 verschiedene Bausünden dazu, dass sich ein kleines Routinefeuer zu einem massiven Großbrand entwickeln konnte. Nachdem das Feuer im Keller ausbrach, konnte es sich durch die Lüftungsanlage innerhalb des Gebäudes ausbreiten. Dies führte schließlich zum Einsturz der Westfassade. Beim Einsturz wurden 13 Feuerwehrleute getötet und 20 weitere verletzt. |
| 16. April 1947     | Texas-City-Explosion                                        | Texas City, Texas                      | 28    | Die Texas-City-Explosion gilt als einer der schlimmsten Betriebsunfälle der Vereinigten Staaten. Bei der durch ein Feuer ausgelösten Explosion von rund 2.300 Tonnen Ammoniumnitrat starben 581 Menschen. Darunter 28 Feuerwehrmänner, die versuchten den Brand zu bekämpfen. |
| 5. August 1949     | Mann Gulch Fire                                             | Helena National Forest, Montana        | 13    | Bei einem im Mann Gulch, einen kleinen Kerbtal im Helena National Forest, ausgebrochenen Waldbrand werden die eingesetzten Feuerspringer vom Feuer eingeschlossen und anschließend überrollt. Nur drei der Feuerwehrmänner überleben. Der Brand zählt durch das Buch "Junge Männer im Feuer" von Norman Maclean zu den bekanntesten Waldbränden der USA. |

1. ↑  Verschiedene Quellen geben 86 getötete Feuerwehrleute an. Diese Zahl bezieht sich jedoch auf die insgesamt umgekommenen Personen.

### 1950–1999

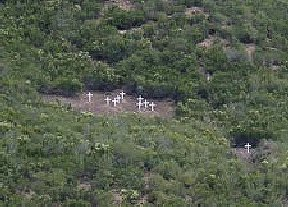
Kreuze zum Gedenken an die Opfer des Rattlesnake Waldbrandes

| Datum             | Ereignis                                           | Ort                                                           | Opfer | Beschreibung |
| ----------------- | -------------------------------------------------- | ------------------------------------------------------------- | ----- | --- |
| 17. Januar 1950   | Camp Carson Burn                                   | Colorado Springs, Colorado                                    | 9     | Ein Waldbrand am Cheyenne Mountain greift nach einer Windrichtungsänderung auf das Camp Carson über. Acht Soldaten und ein Freiwilliger sterben bei dem Versuch, die Flammen am Camp aufzuhalten. |
| 10. Juli 1953     | Rattlesnake Fire                                   | Mendocino National Forest, Kalifornien                        | 15    | In einer explosionsartigen Brandausbreitung durch aufkommenden Wind nach einer kurzen Windstille sterben 15 Feuerwehrleute, nachdem sie den Flammen nicht mehr entkommen konnten. Der Brand war von einem Brandstifter gelegt worden, der später wegen Mordes angeklagt wurde. |
| 28. Oktober 1954  | Explosion eines Gastanks (The Berg Explosion)      | Philadelphia, Pennsylvania                                    | 10    | Auf dem Gelände eines Textilunternehmens kommt es zu einer Gasausströmung, nachdem das Ventil eines Gastanks korrodiert war. Die Feuerwehr war gerade auf dem Gelände eingetroffen, als der beschädigte Tank explodierte. Die Explosion tötete drei Feuerwehrmänner direkt und verletzte 25 weitere Personen. In den nachfolgenden Stunden und Tagen verstarben sieben weitere Feuerwehrmänner an ihren Verletzungen. |
| 29. Juli 1956     | Brand in der McKee-Raffinerie                      | bei Dumas, Texas                                              | 19    | Auf dem Gelände von Shamrock Oil and Gas McKee kommt es zu einem Feuer im Bereich der Öllagertanks. Nachdem die Feuerwehr an der Einsatzstelle eintraf, wurde mit der Brandbekämpfung begonnen und die umliegenden Tanks wurden mit Wasser gekühlt. Die Maßnahmen zeigten durch die große Brandintensität wenig Erfolg und so explodierte ein beschädigter Lagertank. Hierdurch kam es zu einer starken Sekundärexplosion, die noch in 400 m Entfernung zu schweren Verbrennungen führte. Insgesamt kamen 35 Personen bei der Explosion um. |
| 24. November 1956 | Inaja Fire                                         | Cleveland National Forest, Kalifornien                        | 11    | Um die weitere Ausbreitung des Inaja-Waldbrandes zu stoppen, versuchten die Brandbekämpfer das Feuer mit einer Brandschneise zu umschließen. Während der Nacht drehte der Wind und die Feuerwehrmänner wurden vom Feuer überrollt. Bei der nachfolgenden Untersuchung wurden mehrere schwere Organisationsfehler aufgedeckt, die vermutlich den Tod der Männer mit verursacht hatten. Dies führte unter anderem zur Entwicklung der Ten Standard Firefighting Orders. |
| 8. August 1959    | Decker Fire                                        | bei Lake Elsinore, Kalifornien                                | 6     | Ein Fahrzeugbrand verursachte ein Feuer im Decker Canyon, welches sich entlang des Cleveland National Forest ausbreitete. Durch eine Windänderung schlugen die Flammen über den Ortega Highway und überrollten dabei einen Teil der Löschmannschaften. |
| 18. August 1959   | Southwest Boulevard Fire                           | Kansas City, Missouri                                         | 5     | Bei einem Brand an der Continental Oil Company am Southwest Boulevard, einer kombinierten Anlage aus Tankstelle und Tanklager, kommt es zur Explosion eines Benzintanks, wobei fünf Feuerwehrleute und ein Zivilist getötet, sowie 35 weitere Feuerwehrleute verletzt werden. Der Vorfall veränderte die Brandbekämpfung horizontaler Kraftstofftanks und führte zu einer unterirdischen Anlegung der Lagertanks von Tankstellen. |
| 28. Januar 1961   | Brand eines Lagerhauses (Hubbard Street Fire)      | Chicago, Illinois                                             | 9     | Während der Löscharbeiten eines Brandes in einem Geschäftsgebäude stürzt eine Wand auf ein benachbartes Gebäudedach. Von diesem aus hatten mehrere Feuerwehrmänner versucht das Feuer zu bekämpfen. Sie werden unter den Trümmern gegraben. Bei dem nachfolgenden Rettungsversuch bricht das betroffene Dach ebenfalls ein. Neun Feuerwehrmänner kommen um und weitere werden schwer verletzt. |
| 17. Oktober 1966  | Feuer in einem Geschäftsgebäude (23rd Street Fire) | New York City, New York                                       | 12    | Beim Brand einer Drogerie blieb der Brandherd in einem nicht vom Brandobjekt aus zugänglichen Kellerbereich unentdeckt. Er war bei Umbauten dem Nachbarhaus zugeschlagen worden und wurde von einem dortigen Geschäft als Lagerraum für Lacke und Lösungsmittel genutzt. Eine Stunde, nachdem die Feuerwehrleute die Brandbekämpfung in der Drogerie und im 1. Stock aufgenommen hatten, brach der Fußboden über dem Keller ein. Zehn Feuerwehrmänner fielen in den brennenden Bereich und kamen dort um, zwei weitere starben im 1. Stock, als sich der Brand nach dem Einsturz explosionsartig ausbreitete. Bis zu den Terroranschlägen am 11. September war dies der schlimmste Unglücksfall des NYFD. |
| 1. November 1966  | Loop Fire                                          | Los Angeles, Kalifornien                                      | 12    | Beim Versuch, eine Brandschneise hügelabwärts anzulegen, wurde eine Hotshot Crew in einem kaminartigen Canyon von den Flammen überrascht. Das Feuer schoss in weniger als einer Minute rund 670 m durch den Canyon aufwärts und tötete zwölf Feuerwehrmänner, zehn weitere erlitten schwere Verbrennungen. |
| 17. Juni 1972     | Brand im Hotel Vendome                             | Boston, Massachusetts                                         | 9     | Während Renovierungsarbeiten kommt es im Hotel Vendome zu einem Brand. Beim plötzlichen Einsturz einer Wand werden 25 Feuerwehrleute im brennenden Gebäude eingeschlossen. Während der sofort anlaufenden Rettungsmaßnahmen können neun Feuerwehrmänner nur noch tot geborgen werden. |
| 5. Juli 1973      | Kingman-Explosion                                  | Kingman, Arizona                                              | 12    | Beim Entladen gerät ein mit Propan beladener Eisenbahnwaggon in Brand. Beim Versuch, den Waggon mit Wasser zu kühlen und eine Explosion zu verhindern, kommt es zu einer BLEVE. In der Explosion kommen elf Feuerwehrmänner des Kingman Fire Departments und ein Polizist der Highway Patrol um. 99 weitere Personen, größtenteils Schaulustige, wurden teils schwer verletzt. |
| 17. August 1975   | Brand in der Gulf Oil Raffinerie                   | Philadelphia, Pennsylvania                                    | 8     | Beim Beladevorgang eines Tankschiffes kommt es durch menschliche Fehler zur Entzündung von austretendem Kohlenwasserstoff. Dies führte zu einem Feuer und mehreren Explosionen auf dem Raffineriegelände. Durch die Explosionen werden die Löscharbeiten deutlich erschwert und sechs Feuerwehrmänner der Berufsfeuerwehr und zwei der Werkfeuerwehr kommen durch diese um. |
| 2. August 1978    | Brand in Waldbaum’s Supermarket                    | New York City, New York 3892 Ocean Avenue, Brooklyn, New York | 6     | Beim Brand eines Supermarkts versagte die Dachkonstruktion. Sie bestand aus hölzernen Bogen-Dachbindern, einem nachträglich aufgesetzten Regendach und innen zwei separaten Decken. Zum Zeitpunkt des Einsturzes 35 Minuten nach der Alarmierung war die Feuerwehr auf dem Dach noch damit beschäftigt, Abluftöffnungen für die Taktische Ventilation zu schaffen, was sich wegen verdeckt brennender, unerreichbarer Hohlräume als unwirksam erwies. 20 Feuerwehrmänner stürzten in das Gebäude. Von ihnen konnten sechs nicht mehr lebend geborgen werden. |
| 27. Dezember 1983 | Brand im Lager einer Werkstatt                     | Buffalo, New York                                             | 5     | Nachdem Arbeiter einer Autowerkstatt bei Verladearbeiten einen Gastank beschädigt hatten, wurde die Feuerwehr zur Unterstützung hinzugezogen. Die Explosion des Tanks konnte jedoch nicht mehr verhindert werden und bei dieser kamen insgesamt sechs Menschen um. Über 30 Häuser wurden beschädigt und 70 Menschen verletzt. |
| 23. Juli 1984     | Brand der Union Oil Refinery                       | Romeoville, Illinois                                          | 10    | Nachdem ein Gasleck an einem Lagertank festgestellt wurde, konnten die Arbeiter der Raffinerie nicht mehr schnell genug Gegenmaßnahmen ergreifen. Das austretende Gas explodierte wenig später. Hierdurch wurden die Produktionsanlagen stark beschädigt und es kam zu weiteren Explosionen und Folgebränden. Zehn Mitarbeiter der Werkfeuerwehr, welche gerade mit ersten Maßnahmen zur Brandbekämpfung begonnen hatten, wurden durch die Explosion eines beschädigten Lagertanks für Flüssiggas getötet. Neben den Feuerwehrleuten kommen auch sieben Arbeiter der Raffinerie ums Leben. |
| 1. August 1988    | Brand in einer Autowerkstatt                       | Hackensack, New Jersey                                        | 5     | Bei einem Brand in einer Autowerkstatt versuchen fünf Feuerwehrmänner den Brand im Innenangriff zu löschen. Wie beim Brand im New Yorker Waldbaum’s Supermarket im Jahr 1978 versagt die Bogenbinder-Dachkonstruktion rund eine halbe Stunde nach der Alarmierung. Die Feuerwehrleute werden unter den brennenden Trümmern des Daches begraben. Ihre Kameraden können die Verschütteten nur noch tot bergen. |
| 29. November 1988 | Explosion auf einer Baustelle                      | Kansas City, Missouri                                         | 6     | Durch Diebe wird auf einer Baustelle ein Pick-up in Brand gesetzt, der für die Lagerung von Treibstoff und Sprengstoff genutzt wurde. Von der Leitstelle werden daraufhin mehrere Fahrzeuge zur Einsatzstelle beordert. Obwohl die sechs ersteintreffenden Feuerwehrleute vorsichtig agieren, werden sie von der Explosion der gelagerten Stoffe überrascht und alle getötet. |
| 23. Juni 1990     | Dude Fire                                          | Apache-Sitgreaves National Forest, Arizona                    | 6     | Nachdem ein Waldbrand im Apache-Sitgreaves National Forest ausgebrochen war, versuchten Feuerwehrmänner einer Hotshot Crew durch eine Brandschneise den Brand einzudämmen. Im Walk Moore Canyon werden die Feuerwehrleute vom Feuer überrollt. Obwohl sie Zuflucht unter ihren Fire Sheltern suchen, verbrennen sechs Leute des Teams. |
| 5. Juli 1994      | South Canyon Fire                                  | White River National Forest, Colorado                         | 14    | Durch einen Wetterumschwung kann sich ein Waldbrand im White River National Forest deutlich schneller als erwartet ausbreiten. Hierdurch werden 49 Feuerwehrleute von den Flammen eingeschlossen. 35 von ihnen gelingt die Flucht in sicheres Terrain, oder sie überstehen das Feuer durch ihre Schutzausrüstung. |
| 3. Dezember 1999  | Brand im Worcester Cold Storage and Warehouse      | Worcester, Massachusetts                                      | 6     | Durch dichte Rauchentwicklung in einem Kühllagerhaus verirren sich mehrere Trupps in dem Gebäude. Die eingesetzte Rettungsmannschaft kann sie nicht mehr rechtzeitig retten und ihnen geht die Luft aus. Der Vorfall führt zu tief greifenden Änderungen in der Ausbildung von Feuerwehrleuten in den USA. |

### Ab 2000

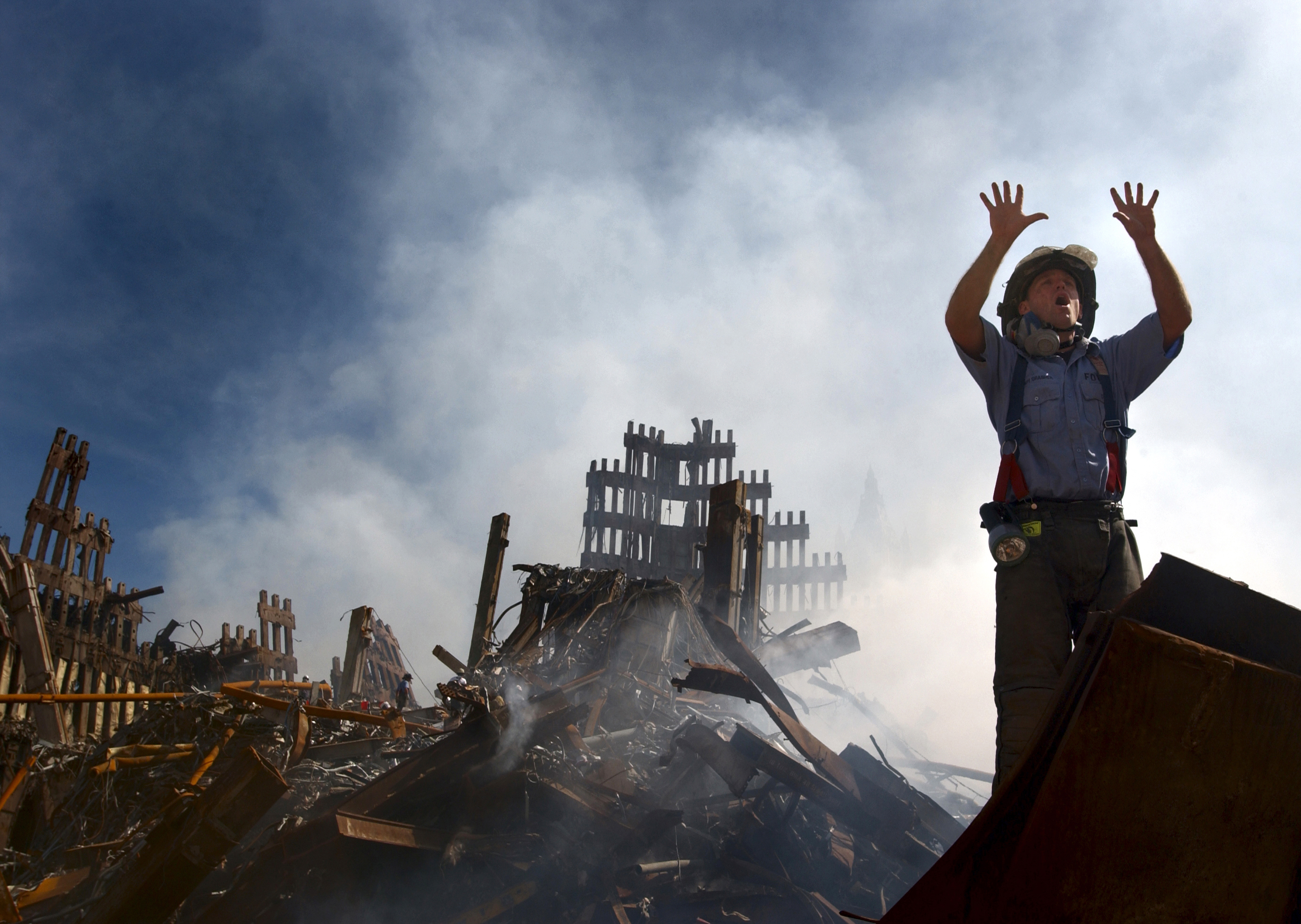
Feuerwehrmann vor den Resten des zerstörten World Trade Centers

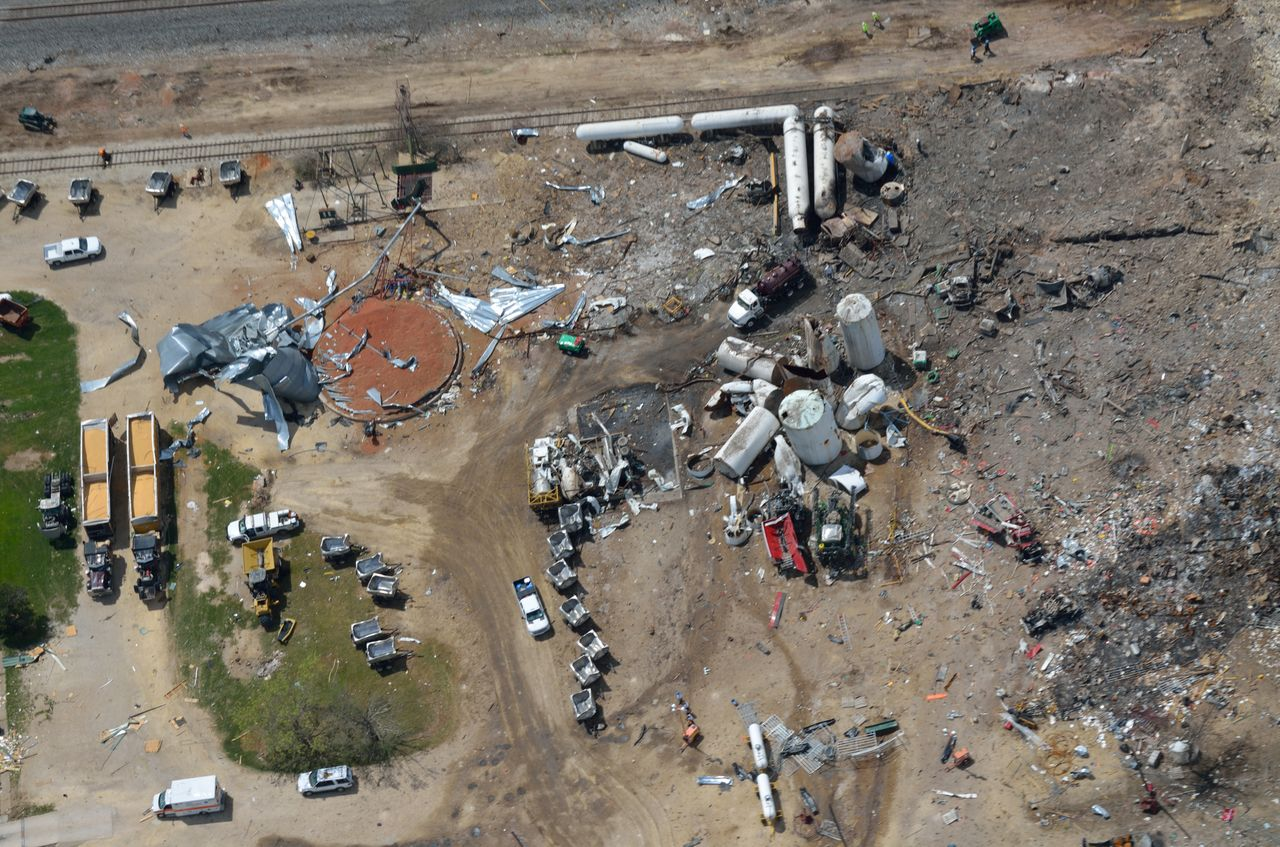
Luftaufnahme des Geländes fünf Tage nach der Explosion der West Fertilizer Company, 2013

| Datum              | Ereignis                                 | Ort                                                                          | Opfer | Beschreibung |
| ------------------ | ---------------------------------------- | ---------------------------------------------------------------------------- | ----- | --- |
| 11. September 2001 | Terroranschläge am 11. September 2001    | New York City, New York                                                      | 340   | Nach dem ersten Flugzeugeinschlag begannen die Rettungsmaßnahmen im Nordturm des WTC. Nachdem das zweite Flugzeug einschlug, sollte das Gebäude von der Feuerwehr geräumt werden. Einige Feuerwehrleute ignorierten den Befehl und andere konnten das Gebäude nicht mehr rechtzeitig verlassen. Beim Einsturz des Turms wurden sie verschüttet. Nachdem auch der Nordturm einstürzte, wurden weitere Rettungskräfte durch Trümmer begraben. Insgesamt verloren 411 Hilfskräfte an diesem Tag ihr Leben. |
| 24. August 2003    | Verkehrsunfall                           | Roseburg, Oregon                                                             | 8     | Auf dem Rückweg von einem zweiwöchigen Einsatz bei einem Waldbrand stößt das Fahrzeug der acht Feuerwehrleute bei einem Überholmanöver mit einem Traktor zusammen. Alle acht versterben bereits an der Unfallstelle. |
| 26. Oktober 2006   | Esperanza Fire                           | San Bernardino National Forest, Kalifornien                                  | 5     | Während des Versuchs ein Haus vor einem Waldbrand zu schützen, sorgen ungünstige Winde für eine unerwartet schnelle Brandausbreitung. Die fünf Männer der Löscheinheit haben keine Chance sich zu schützen und verbrennen. |
| 18. Juni 2007      | Brand im Sofa Super Store in Charleston  | Charleston, South Carolina 1807 Savannah Highway, Charleston, South Carolina | 9     | Bei einem Feuer in einem Möbelgeschäft führten der bei Umbauten vernachlässigte bauliche Brandschutz und die Überforderung der Feuerwehr mit der Einsatzabwicklung zum Tod von neun Feuerwehrleuten. Die Untersuchungsergebnisse des Vorfalls werden weltweit zu Ausbildungszwecken genutzt. |
| 5. August 2008     | Buckhorn Fire                            | Shasta-Trinity National Forest, Kalifornien                                  | 9     | Bei einem Waldbrand stürzte ein Helikopter der Feuerwehr ab. Die Besatzung und sieben Feuerwehrleute kamen dabei um. Bei der späteren Untersuchung kommt heraus, dass der Verantwortliche für die Beschaffung des Helikopters absichtlich falsche Spezifikationen geliefert hatte. Er wurde zu 13 Jahren Gefängnis verurteilt. |
| 17. April 2013     | Explosion in der West Fertilizer Company | West, Texas                                                                  | 12    | Nachdem auf dem Gelände eines Düngemittelherstellers ein Anlagenteil in Brand geraten war, explodierte bei den Löscharbeiten ein Tank mit Ammoniumnitrat. Bei der Explosion kamen 12 Feuerwehrleute und drei weitere Personen um. Bei der nachfolgenden Untersuchung wurden schwere Verstöße bei den Aufsichtsbehörden und dem Betrieb selber festgestellt. |
| 30. Juni 2013      | Yarnell Hill Fire                        | Yarnell, Arizona                                                             | 19    | Bei dem Versuch, die Stadt Yarnell vor einem Waldbrand zu schützen, werden die Mitglieder einer Hotshot Crew bei einem Wetterumschwung von den Flammen eingeschlossen. Nur ein Mann kann entkommen, der Rest stirbt im Flammenmeer. |

1. ↑  Neben 340 Feuerwehrleuten verlor das NYFD zwei Sanitäter und einen Kaplan.